# 源兼善
源 兼善（みなもと の かねよし）は、平安時代前期の皇族・貴族。光孝天皇の第二皇子。始め兼善王を名乗るがのち臣籍降下。官位は従四位上・侍従。

## 経歴
清和朝の貞観11年（869年）従四位下に叙され、翌貞観12年（870年）侍従に任ぜられる。同年2月に同じ時康親王（のち光孝天皇）の子息である兄弟の元長王・是忠王・是貞王らと共に合わせて14名が源朝臣姓を与えられて臣籍降下する。
のち、従四位上に叙されるが、陽成朝の元慶3年（879年）4月25日卒去。最終官位は従四位上行侍従。

## 官歴
『日本三代実録』による。
- 貞観11年（869年） 正月7日：従四位下（直叙）
- 貞観12年（870年） 正月25日：侍従。2月14日：臣籍降下（源朝臣）
- 時期不詳：従四位上
- 元慶3年（879年） 4月25日：卒去（従四位上行侍従）